# التحكم الانعكاسي
التحكم الانعكاسي هو سيطرة شخص ما على قرارات خصمه من خلال فرض افتراضات عليه تغير طريقة تصرفه.
تُستخدم طرق التحكم الانعكاسي على نطاق واسع في مجموعة متنوعة من المجالات: الإعلان ، والعلاقات العامة ، والفن العسكري ، وما إلى ذلك  مثال على هذه الإستراتيجية يمكن أن يكون قرش الورق الذي يخسر عمداً الألعاب الأولى في اللعبة ، والهجمات التحويلية المنهجية على منطقة غير مهمة من القتال ، وما إلى ذلك. .
مقدمة
التحكم الانعكاسي كما حدده العالم السوفيتي V. Lefebvre هو عملية يسلم فيها أحد الخصوم للآخر أساس اتخاذ القرار . بمعنى آخر ، هناك استبدال لعوامل تحفيز العدو لتشجيعه على اتخاذ قرارات غير مواتية.

يعتقد البروفيسور ج.سموليان أن النقطة الأساسية للتحكم الانعكاسي هي إجبار الشخص ضمنيًا على اختيار النتيجة المرجوة. كمثال قول مأثور عن التلاعب الانعكاسي ، يمكننا أن نتذكر حلقة من " حكايات العم ريموس " حيث يراوغ Brother Rabbit Brother Fox بالسؤال:
| « | Whatever you do don't throw me into the briar patch | » |

يعتبر أقدم الأشرار الأدبيين المتخصصين في التحكم الانعكاسي هو الأفعى التوراتية التي استفزت حواء لتذوق الفاكهة المحرمة. يمكن أن تشمل فئة المحرضين النموذجيين أيضًا أحد الشخصيات الشهيرة للكاتب السويدي أستريد ليندغرين ، الذي أرهب ربة المنزل فريكين بوك بسؤال بسيط:
| « | Have you stopped drinking cognac in the morning? Yes or no? | » |

احتلت التقنيات الفردية للتحكم الانعكاسي المسماة "الحيل" مكانًا مهمًا في تاريخ الفن العسكري منذ العصور القديمة. على سبيل المثال ، وضع صن تزو في عنوان الفصل الأول من إحدى أطروحاته عبارة "الحرب هي طريق الخداع" ، وبذلك عرّف حرفة الحرب على أنها فن الخداع.
يمكن العثور على الشروط المسبقة للظهور الفعلي لنظرية التحكم الانعكاسي في الأدبيات العسكرية السوفيتية في منتصف القرن العشرين. تتميز عملية تحسينه بأربع مراحل رئيسية:
- من أوائل الستينيات إلى أواخر السبعينيات: بحث ،
- أواخر السبعينيات إلى أوائل التسعينيات: موجه نحو الممارسة ،
- من بداية التسعينيات إلى منتصف التسعينيات: نفسية وتربوية ،
- منذ أواخر التسعينيات: نفسية اجتماعية.

## التطبيق العسكري

### الأحكام العامة
لم تكن المصطلحات المعتمدة رسميًا للتحكم الانعكاسي موجودة في الفن العسكري في الماضي ؛ ومع ذلك ، تم التعرف على أدواتها بشكل حدسي واستخدمت بنشاط في محاولات لحساب تصرفات الخصم أو لخلق انطباع خاطئ عن نفسه / نفسها.
وفقًا لبعض الخبراء العسكريين الروس ، فإن الجوانب المطبقة للتحكم الانعكاسي ، ذات الأهمية الجيوسياسية ، هي أداة فعالة لشن حرب المعلومات ويمكن أن يكون لها مزايا كبيرة على الأساليب التقليدية لاستخدام الوسائل العسكرية. إن استغلال القوالب النمطية الأخلاقية للسلوك ، والعوامل النفسية ، والمعلومات الشخصية عن أفراد القيادة (بيانات السيرة الذاتية ، والعادات ، وما إلى ذلك) التحكم الانعكاسي يجعل من الممكن زيادة فرص تحقيق النصر ،  ولكن يُلاحظ أن هذا التكتيك يتطلب معلومات حول العدو بدرجة عالية من التفاصيل والجودة.
من بين أدوات التحكم الانعكاسي أيضًا التمويه المُدرج (على جميع المستويات) ، والمعلومات المضللة ، والاستفزاز ، والابتزاز ، والمساومة ،  "منه عند المفاهيم الأكثر موضوعية لـ" العلوم العسكرية ". يمكن أن تجعل الحوسبة الحديثة من الصعب استخدام طرق التحكم الانعكاسية لأن تطبيقها يمكن الكشف عنه بسهولة عن طريق النمذجة الرياضية. ومع ذلك ، لا يمكن للمرء أن يستبعد وجود فئة واسعة من الاستثناءات حيث قد يفتقر الذكاء الآلي إلى فهم بديهي للواقع الحقيقي. في مراجعة البحث الروسي حول استخدام ترسانة السيطرة الانعكاسية للأغراض العسكرية ، خص الباحث الأمريكي تي.إل.توماس عمل العقيد سا كوموف باعتباره المنظر العسكري الأكثر إنتاجية في هذا المجال. استخدم كوموف في منشوراته على نطاق واسع التطورات في مجال الإدارة الانعكاسية تحت اسم "الأساليب الفكرية لحرب المعلومات" ، مسلطًا الضوء على العناصر الرئيسية التالية:
- إلهاء من خلال تهديد حقيقي أو متصور لأحد المواقع الرئيسية للعدو (على الأجنحة ، في الخلف ، إلخ) أثناء الاستعداد لعمل عسكري ،
- التحميل الزائد من خلال تزويد العدو بكميات كبيرة من المعلومات المتناقضة مع الذات ،
- الشلل ، مما يخلق الوهم بوجود تهديدات محددة للمصالح الحيوية أو المواقع الأكثر ضعفًا ،
- استنفاد ، مما يجبر الخصم على إنفاق الموارد لأداء أنشطة غير منتجة ،
- الخداع باستفزاز العدو لإعادة انتشار القوات إلى المنطقة المهددة استعداداً لعمل عسكري ،
- الانشقاق ، وإجبار العدو على العمل ضد مصالح حلفائه ،
- التهدئة ، عن طريق تقليل اليقظة وخلق الوهم بأن التدريب الروتيني ، بدلاً من الاستعدادات لأعمال هجومية ، يتم القيام به ،
- التخويف من خلال خلق مظهر التفوق الذي لا يقهر ،
- الاستفزاز ، من خلال فرض سيناريو عمل غير موات ،
- اقتراح ، من خلال تقديم مواد إعلامية لها تأثير قانوني أو أخلاقي أو أيديولوجي أو في مجالات أخرى ،
- الضغط ، من خلال عرض مواد إعلامية تشوه سمعة الحكومة في نظر السكان.
- إلهاء من خلال تهديد حقيقي أو متصور لأحد المواقع الرئيسية للعدو (على الأجنحة ، في الخلف ، إلخ) أثناء الاستعداد لعمل عسكري ،
- التحميل الزائد من خلال تزويد العدو بكميات كبيرة من المعلومات المتناقضة مع الذات ،
- الشلل ، مما يخلق الوهم بوجود تهديدات محددة للمصالح الحيوية أو المواقع الأكثر ضعفًا ،
- استنفاد ، مما يجبر الخصم على إنفاق الموارد لأداء أنشطة غير منتجة ،
- الخداع باستفزاز العدو لإعادة انتشار القوات إلى المنطقة المهددة استعداداً لعمل عسكري ،
- الانشقاق ، وإجبار العدو على العمل ضد مصالح حلفائه ،
- التهدئة ، عن طريق تقليل اليقظة وخلق الوهم بأن التدريب الروتيني ، بدلاً من الاستعدادات لأعمال هجومية ، يتم القيام به ،
- التخويف من خلال خلق مظهر التفوق الذي لا يقهر ،
- الاستفزاز ، من خلال فرض سيناريو عمل غير موات ،
- اقتراح ، من خلال تقديم مواد إعلامية لها تأثير قانوني أو أخلاقي أو أيديولوجي أو في مجالات أخرى ،
- الضغط ، من خلال عرض مواد إعلامية تشوه سمعة الحكومة في نظر السكان.

تشاوسوف باحث محلي آخر اجتذب الاهتمام في الخارج ، وهو الذي صاغ المبادئ التالية للإدارة الانعكاسية:
- مبدأ العزيمة - يجب أن تكون العملية موجهة نحو الهدف ، وتتضمن مجموعة كاملة من التدابير الضرورية للإدارة الانعكاسية ،
- مبدأ التنفيذ - يجب أن يكون هناك "تحديث" للتخطيط ، مما يوفر صورة كاملة إلى حد ما للإمكانيات الفكرية للقيادة والموظفين ، خاصة في المواقف المتعلقة بفضاء المعلومات العالمي ،
- مبدأ المطابقة - يجب مراعاة الاتساق المتبادل للأهداف والمكان والوقت وأساليب الإدارة الانعكاسية ،
- مبدأ المحاكاة - لا ينبغي لأحد أن ينسى التنبؤ ونمذجة إجراءات وحالات الجانب الآخر أثناء تنفيذ إجراءات التحكم الانعكاسية ،
- مبدأ التوقع - يجب توقع الأحداث الجارية و

بالإضافة إلى ذلك ، عند استخدام الإدارة الانعكاسية ، قدم تشاوسوف تقييمًا للمخاطر ، يتلخص جوهره في خطر ارتكاب خطأ إذا أخطأت في الحكم على العواقب. مع هذا النهج ، سيكون الحد الأقصى من المخاطر هو إذا قام الخصم بفك الخطة بنفسه.
كان أحد الأمثلة المعروفة على الاستخدام الفعال لنظرية التحكم الانعكاسي هو عمل المعلومات المضللة الذي تقوم به أجهزة المخابرات السوفيتية لخلق انطباع مبالغ فيه على الجانب الأمريكي عن قدرة الصدمة المحتملة للأسلحة النووية السوفيتية. تحقيقا لهذه الغاية ، تم تطوير نماذج وهمية من الصواريخ الباليستية العابرة للقارات للمشاركة في مسيرات الميدان الأحمر ، وانعكس ظهورها على الفور في تقارير الملحقين الأجانب لرؤسائهم. كانت المرحلة التالية هي تقديم دليل غير مباشر على الوجود الحقيقي لأنظمة الصواريخ هذه ، والتي من شأنها تحويل موارد المطورين الأجانب إلى محاولات فاشلة لإعادة إنتاج التكنولوجيا "الجديدة" المزعومة.
وبالمثل ، قدمت المخابرات البريطانية دعمًا للمعلومات المضللة لعمليات إنزال الحلفاء في صقلية ، والتي تحمل الاسم الرمزي عملية Mincemeat . لهذا الغرض ، تم زرع جندي بريطاني ميت على مرأى من الخدمات الخاصة للرايخ مع مجموعة من الوثائق الملفقة بمهارة تصف عملية إنزال بريطانية مزعومة في بيلوبونيز وسردينيا. بناءً على هذه الخطط ، كانت شاشة المعلومات الخاصة بهذا الهبوط عبارة عن استعدادات توضيحية لهجوم وهمي على صقلية. نفذت القيادة الألمانية مجموعة من الأعمال لتقوية الساحل اليوناني ، وأعادت نشر فرقة دبابات هناك ، ولكن بشكل غير متوقع تمامًا ، تعرضت صقلية للضربة الرئيسية.
عتقد الباحثون المحليون أن مثالاً آخرًا على التحكم الانعكاسي هو برنامج مبادرة الدفاع الاستراتيجي الأمريكية ، الذي أجبر الاتحاد السوفيتي على إنفاق موارد كبيرة لتطوير نظام فضائي مماثل.
فقًا لعدد من الباحثين الأجانب ، فإن أساليب التلاعب من مجال التحكم الانعكاسي تشكل أساس المفهوم الروسي الجديد للعمل العسكري في القرن الحادي والعشرين ، والذي أطلق عليه في الغرب اسم " New Generation Warfare [Война нового поколения] . ». في الوقت نفسه ، كانت بعض المنشورات تنتقد الجوانب التطبيقية لهذه النظرية ، بل وقد تم تسميتها بالعلم الزائف.